# Шельфовий льодовик Ронне

Найбільші шельфові льодовики Антарктиди.
Росса (472960 km²)
Ронне-Фільхнера (422420 km²)
Еймері (62620 km²)
Ларсена (48600 km²)
Рісер-Ларсена (48180 km²)
Фімбул (41060 km²)
Шеклтона (33820 km²)
Георга VI (23880 km²)
Західний (16370 km²)
Вілкінса (13680 km²)

Шельфовий льодовик Ронне (англ. Ronne Ice Shelf) — шельфовий льодовик в Західній Антарктиді, між Землею Палмера і Землею Елсворта на заході і піднесеністю Беркнер і горами Пенсакола на сході. До кінця 1960-х років вважався єдиним утворенням з шельфових льодовиком Фільхнера.
Протяжність із заходу на схід становить 600 км, з півночі на південь — до 500 км. Висота в крайовій частині близько 30 м, в центральній і тиловий частинах — до 120 м; товщина льоду відповідно 200 і 400—700 м. Приблизно раз на 20 років від краю льодовика відколюються гігантські айсберг і (такий відкол був в 1964 і в середині 1980-х років).
Льодовик вперше обстежений з повітря в 1947 році американською експедицією Фінна Ронне, і був названий шельфовим льодовиком Лессітера, а передбачувана область за льодовиком — Землею Едіт Ронне на честь дружини керівника експедиції. Згодом виявилося, що льодовик набагато більші передбачуваного і той був перейменований в шельфовий льодовик Ронне.